# Xiphophorus hellerii
O espadinha, também conhecido por espada e peixe-espada (Xiphophorus hellerii) é um peixe da família Poecillidae. Trata-se de uma espécie pacífica podendo ser criada em aquários comunitários, não sendo agressivo com outras espécies. Muitos confundem o peixe-espada (Xiphophorus hellerii) com o Peixe-espada ou Espadarte (Xiphias gladius) marinho. Este nome popular foi dado devido à sua cauda inferior ser alongada.
Os espadinhas são da mesma família do Platy (Xiphophorus maculatus), assim os mais desatentos acabam se confundindo muito entre estas duas espécies. Normalmente são alaranjados, alguns esverdeados, quando em boas condições. Porém não é difícil encontrar espécies vermelhas, amarelas e negras. Sua alimentação baseia-se em vegetais.

## Comportamento Social
Esta é uma espécie de cardumes pequenos, geralmente pacíficos, porém, os machos podem ser agressivos entre si, principalmente em época de reprodução. Em pequenos aquários, aconselha-se deixar no mínimo um casal, porém o ideal seria um trio (duas fêmeas).

## Reprodução
São ovovivíparos e sua reprodução não é difícil em cativeiro, normalmente a fêmea desova por volta de 20 a 30 indivíduos já formados, o aquário de reprodução deve ter plantas naturais, disponibilizando esconderijos aos alevinos, pois, pode ocorrer o nascimento num momento em que o criador não veja, e é altamente aconselhável que após a concepção sejam retirados os peixes, tanto machos quanto as fêmeas, para evitar que os novos indivíduos sejam devorados.
Não é difícil identificar os machos das fêmeas, pois os machos são os únicos a ter a cauda alongada. E, as fêmeas constumam ser maiores.

## Detalhes
- Original do México, Guatemala e Honduras ( Espécimens foram localizados em algum riacho nas imediações de Mirassol-SP, no Brasil, por volta de 1968, pelo professor Darcy. Não tive notícias se seriam nativos ou se resultado de descarte de aquariófilos).
- pH: 7.2
- dH: 8.0
- Temperatura da água: 25°C
- Tamanho adulto: 12 cm
- Tempo de vida: 1 a 6 anos